# Schronisko nad Jaskiniami Wiślanymi
Schronisko nad Jaskiniami Wiślanymi – schronisko w skale Okrążek w grupie Skałek Piekarskich na lewym brzegu Wisły w miejscowości Piekary pod Krakowem. Pod względem geograficznym znajduje się na Obniżeniu Cholerzyńskim w obrębie makroregionu Bramy Krakowskiej.

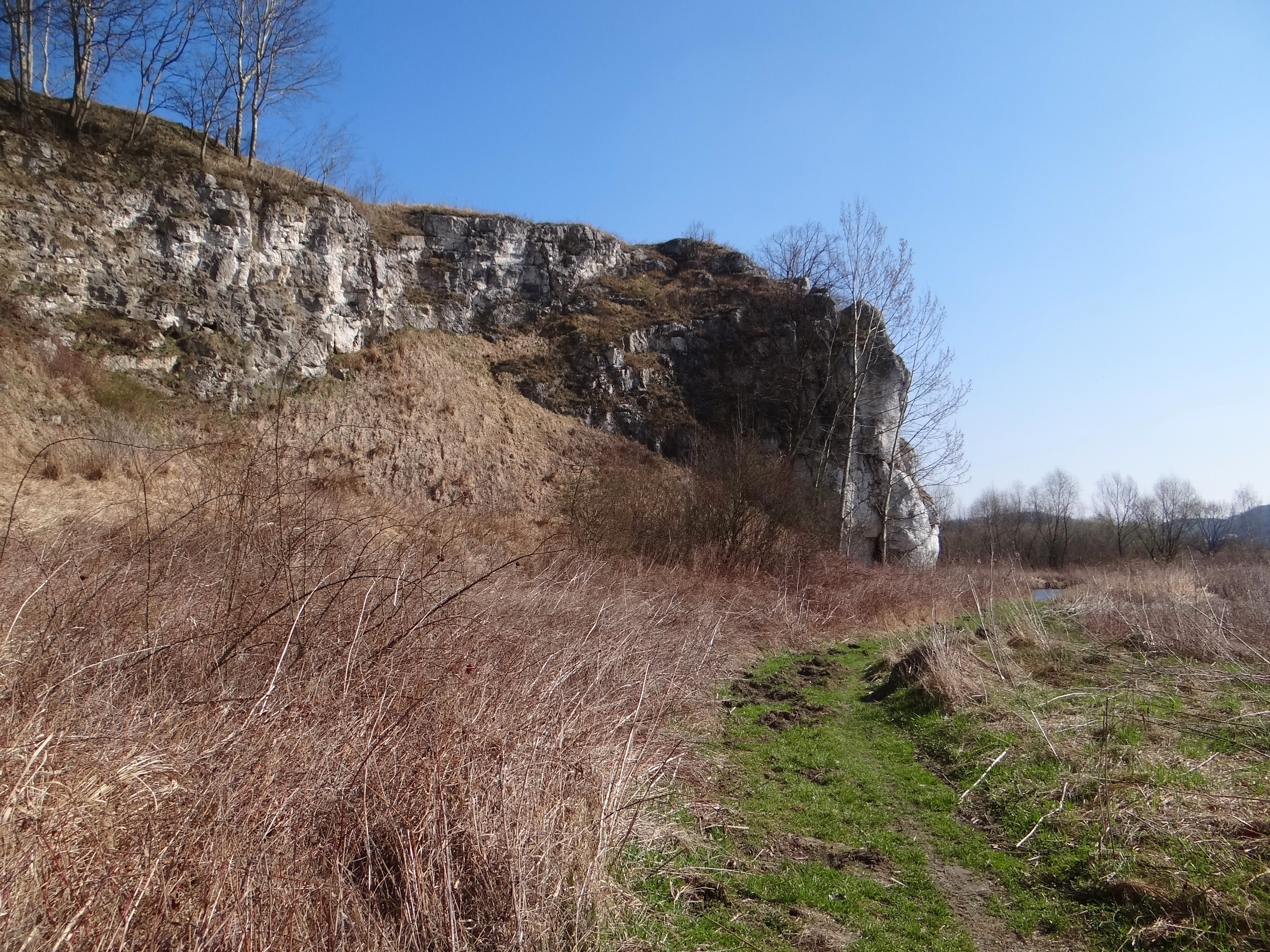
Wschodni cypel Okrążka z otworem schroniska

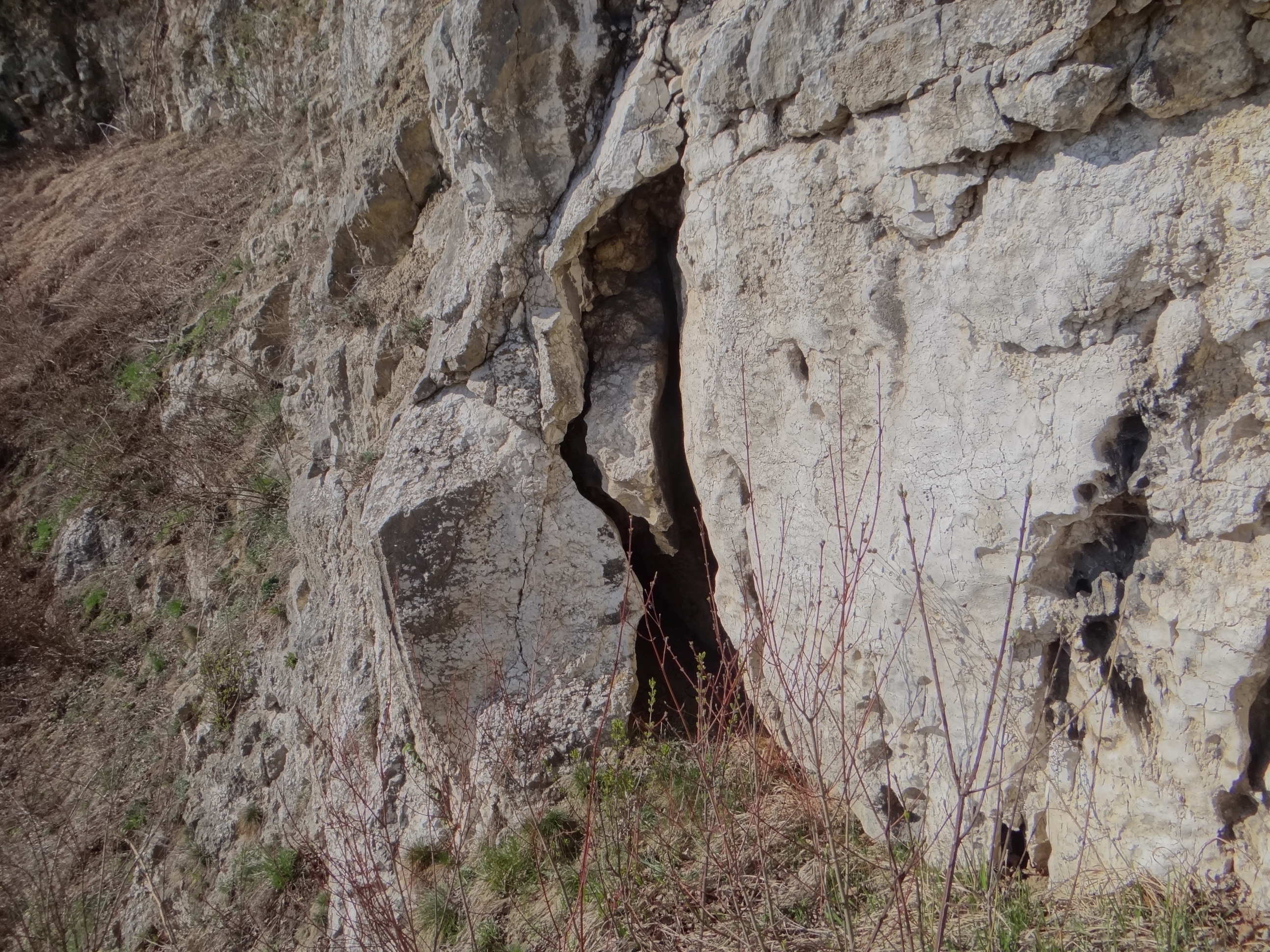
Jeden z otworów

Schronisko znajduje się we wschodnim, opadającym bezpośrednio do starorzecza Wisły cyplu Okrążka. Na jego południowo-zachodnim, stromym zboczu, na wysokości około 14 m nad dnem starorzecza Wisły i w odległości około 35 m od starorzecza są dwa jego niewielkie otwory. Dojście do nich jest łatwe. Obydwa otwory mają ekspozycję południową. Połączone są niewielkim tunelem, ale trudnym do przejścia, w połowie długości bowiem przegrodzony on jest skałami. Ponadto od tunelu w głąb skały prowadzą szczeliny, ale dla człowieka niemożliwe do przejścia.
Schronisko wytworzone zostało w wapieniach skalistych pochodzących z późnej jury (oksford). Powstało na pęknięciu ciosowym w strefie saturacji. Jest fragmentem większej jaskini, która została zniszczona podczas dawnej eksploatacji kamienia. Schronisko jest suche i przewiewne, o skąpym, lessowym namulisku. Nacieków brak. W tunelu występują komary i ćmy.
Schronisko jest częścią większej jaskini, która została jednak zniszczona w wyniku eksploatacji. 

## Historia poznania i eksploracji
Od 4 do 11 września1954 r. na Okrążku przeprowadzono zostały badania archeologiczne w Jaskini nad Galoską i na stanowisku lessowym na Okrążku. Z zamieszczonego w sprawozdaniu zdjęcia wynika, że podane stanowisko lessowe odpowiada lokalizacji Schroniska nad Jaskiniami Wiślanymi. Wykonano w nim szybik o głębokości 3,3 m, długości 2 m i szerokości 1 m, dostając się do skalistego spągu. Znaleziono liczne wyroby krzemienne świadczące o zamieszkiwaniu w nim ludzi prehistorycznych.
Dokumentację schroniska sporządzili A. Górny i M. Szelerewicz we wrześniu 1999 r. Plan opracował M. Szelerewicz.